# Нарти (Равський повіт)
Нарти (пол. Narty) — село в Польщі, у гміні Біла-Равська Равського повіту Лодзинського воєводства.
Населення — 139 осіб (2011).
У 1975-1998 роках село належало до Скерневицького воєводства.

## Демографія
Демографічна структура станом на 31 березня 2011 року:
|          | Загалом | Допрацездатний вік | Працездатний вік | Постпрацездатний вік |
| -------- | ------- | ------------------ | ---------------- | -------------------- |
| Чоловіки | 62      | 11                 | 45               | 6                    |
| Жінки    | 77      | 19                 | 43               | 15                   |
| Разом    | 139     | 30                 | 88               | 21                   |